# Groupe de NGC 4555
Le groupe de NGC 4555 est un trio de galaxies situé dans la constellation de la Chevelure de Bérénice. La distance moyenne entre ce groupe et la Voie lactée est d'environ 107,0 Mpc (∼349 millions d'al). 

## Membres
Le tableau ci-dessous liste les trois galaxies du groupe indiquées dans l'article d'Abraham Mahtessian paru en 1998.
| Nom      | Class. | Type         | α (J2000.0)   | δ (J2000.0) | Vitesse radiale (km/s) | m    | Distance (Mpc) | Diamètre (kal) |
| -------- | ------ | ------------ | ------------- | ----------- | ---------------------- | ---- | -------------- | -------------- |
| NGC 4555 | E      | Elliptique   | 12h 35m 41.2s | 26° 31′ 23″ | 6657 ± 2               | 12,4 | 102,4 ± 7,2    | 199            |
| NGC 4556 | E+?    | Elliptique   | 12h 35m 45.8s | 26° 54′ 32″ | 7424 ± 2               | 13,1 | 113,7 ± 8,0    | 172            |
| IC 3582  | S0/a   | Lenticulaire | 12h 36m 36.9s | 26° 14′ 05″ | 6833 ± 3               | 16,2 | 105,0 ± 7,4    | 34             |

Le site DeepskyLog permet de trouver aisément les constellations des galaxies mentionnées dans ce tableau ou si elles ne s'y trouvent pas, l'outil du site constellation permet de le faire à l'aide des coordonnées de la galaxie. Sauf indication contraire, les données proviennent du site NASA/IPAC. 